# 민족문제연구소의 친일인명사전 수록자 명단 - 교육/학술
민족문제연구소의 친일인명사전 수록예정자 명단 - 교육/학술은 2008년 민족문제연구소가 발표한 친일인명사전 수록예정자 명단 중 교육/학술 분야에 분류된 이들의 명단이다.

## 교육/학술 분야 목록 (59명)

### 가
| - 강영석 (姜永錫) - 고광만 (高光萬) - 고승제 (高承濟) - 고원섭 (高元燮) - 고황경 (高凰京) - 친일단체 | - 구찬서 (具瓚書) - 김두헌 (金斗憲) - 김상용 (金尙鎔) - 김성수 (金性洙) - 김창균 (金昌鈞) - 관료 | - 김한경 (金漢卿) - 친일단체 - 김활란 (金活蘭) - 종교 |

### 바
| - 박관수 (朴寬洙) - 박마리아 (朴瑪利亞) - 종교 - 박순천 (朴順天) | - 박영빈 (朴永斌) - 관료 - 박용구 (朴容九) - 박인덕 (朴仁德) | - 배상명 (裵祥明) - 백낙준 (白樂濬) |

### 사
| - 서은숙 (徐恩淑) - 손정규 (孫貞圭) | - 송금선 (宋今璇) - 신봉조 (辛鳳祚) | - 신석호 (申奭鎬) |

### 아
| - 양봉화 (梁鳳華) - 어윤적 (魚允迪) - 여운홍 (呂運弘) - 오긍선 (吳兢善) - 유억겸 (兪億兼) - 유진오 (兪鎭午) - 문화/예술 | - 윤영구 (尹寗求) - 이능화 (李能和) - 이묘묵 (李卯默) - 이병도 (李丙燾) - 이병소 (李秉韶) | - 이숙종 (李淑鍾) - 이완룡 (李完龍) - 이헌구 (李軒求) - 인정식 (印貞植) - 임숙재 (任淑宰) |

### 자
| - 장덕수 (張德秀) - 장응진 (張膺震) - 정구충 (鄭求忠) | - 정만조 (鄭萬朝) - 종교 - 조기홍 (趙圻烘) - 조동식 (趙東植) | - 조재호 (曺在浩) - 조한직 (趙漢稷) - 주운성 (朱雲成) |

### 차
| - 차사백 (車士伯) | - 최남선 (崔南善) - 중추원, 해외 | - 최동 (崔棟) |

### 하
| - 허하백 (許河伯) - 현상윤 (玄相允) - 현채 (玄采) | - 현헌 (玄櫶) - 홍승원 (洪承嫄) | - 홍희 (洪憙) - 황신덕 (黃信德) |

## 같이 보기
- 친일파 708인 명단 - 사회, 문화, 예술계
- 대한민국 정부 발표 친일반민족행위자 명단 - 경제·사회
- 대한민국 정부 발표 친일반민족행위자 명단 - 문화